# Antocha (Orimargula) schmidi
Antocha (Orimargula) schmidi is een tweevleugelige uit de familie steltmuggen (Limoniidae). De soort komt voor in het Afrotropisch gebied.